# Phomatospora endopteris
Phomatospora endopteris är en svampart som beskrevs av W. Phillips & Plowr. 1885. Phomatospora endopteris ingår i släktet Phomatospora, ordningen kolkärnsvampar, klassen Sordariomycetes, divisionen sporsäcksvampar och riket svampar.   Inga underarter finns listade i Catalogue of Life.